# IC 986
IC 986 је елиптична галаксија у сазвјежђу Дјевица која се налази на листи објеката дубоког неба у Индекс каталогу.
Деклинација објекта је + 1° 17' 13" а ректасцензија 14h 11m 26,2s. Привидна величина (магнитуда) објекта IC 986 износи 14,0 а фотографска магнитуда 15,0. IC 986 је још познат и под ознакама MCG 0-36-25, CGCG 18-73, NPM1G +01.0407, PGC 50662.